# Incendio del Teatro Novedades
El Teatro Novedades, situado en la calle Toledo 83 de Madrid, ardió la noche del 23 de septiembre de 1928, con un balance de 80 muertos y 200 heridos.

## El suceso
En el momento en que se inició el fuego se estaba representado la pieza El mejor del puerto. El decorado estaba formado por un telón que representa la ciudad de Sevilla y frente a él una pequeña embarcación con faroles de iluminación eléctrica. Eran las 20'50 horas cuando falló el entramado eléctrico –probablemente un cortocircuito– y se originó el fuego en el escenario desde uno de los farolillos que lo adornaban. Desde que se detectó el fuego hasta muy avanzado el incendio, la orquesta estuvo tocando para evitar el pánico de la gente.
Ante el escenario en llamas, el público entró en pánico y salió huyendo hacia la salida del Teatro. La estampida se había iniciado antes desde los palcos, por lo que el tapón humano se formó irremisiblemente al intentar salir los espectadores del patio de butacas. Buena parte de las víctimas lo fueron a causa de la estampida humana.
El elenco de actores sobrevivió al completo. Madrid volvió a ser el gran mentidero de la Corte. Pronto se extendió el rumor de que entre los fallecidos había personas que presentaban heridas de arma blanca y fueron muchos los que sospecharon que el enfrentamiento por la huida había sido más duro de lo que cabía esperar. Aunque los médicos forenses desmintieron estas teorías, la tristeza ya se había apoderado de la ciudad y el eco de la magnitud del incendio traspasaba las fronteras de nuestro país.